# حالا که حرف سکس پیش آمد
حالا که حرف سکس پیش آمد (انگلیسی: Speaking of Sex) فیلمی در ژانر کمدی رمانتیک به کارگردانی جان مک‌ناتن است که در سال ۲۰۰۱ منتشر شد.

## بازیگران
- بیل مری
- کاترین اوهارا
- هارت بوچنر
- جیمز اسپیدر
- جی مهر
- کاتلین رابرتسون
- کاترین اربه
- لارا فلین بویل
- مگان مولالی
- ملورا والترز
- ناتانئیل آرکند
- نیک آفرمن
- پال کلاوس
- فیل لامار